# Peter Pokai
Peter Pokai, né le 24 août 1965 à Wellington, en Nouvelle-Zélande, est un joueur néo-zélandais de basket-ball, évoluant au poste d'ailier fort. 